# 竇嬰
竇 嬰（とう えい、? - 紀元前131年）は、前漢の人。字は王孫。広川国観津県の人。文帝の皇后竇氏の従兄の子。

## 略歴
賓客を抱えるのを好み、文帝の時代に呉国の相、景帝が即位すると詹事を務めた。景帝の弟である梁王劉武は母の竇太后（文帝の竇皇后）に愛されていた。景帝が梁王と宴会を開いていた時、まだ皇太子を立てていなかった景帝が「自分に万一のことがあれば梁王に位を譲ろう」と言ったのに対し、竇嬰は「天下は親から子へ継承するのが漢の約束です。どうして梁王に継承させることができましょう」と述べた。そのため竇嬰は竇太后の不興を買い、罷免されて朝廷に出ることも禁止された。
その後、景帝前3年（紀元前154年）に呉楚七国の乱が起こると、景帝は宗室・外戚で竇嬰より賢明な者はいないと考え、竇嬰を大将軍に任命し、金千斤を賜った。竇嬰は袁盎・欒布らの在野の名将、賢人を推薦し、金は軍吏に分け与えて自分の家には入れなかった。また竇嬰は滎陽を守り、斉・趙の兵を監視した。七国が敗れると、竇嬰はその功績で魏其侯に封じられた。
その後、景帝の長男である劉栄が皇太子に立てられると竇嬰がその傅（もりやく）になったが、皇太子が廃位されると、竇嬰は病気を称して朝廷に出なくなった。賓客の一人が「このようなことは主の誤りを明らかにする行為です。帝と皇太后の怒りを招くと一族皆殺しになりますよ」と説得したため、竇嬰は再度朝廷に出るようになった。
景帝後元年（紀元前143年）に桃侯劉舎が丞相を罷免されると、竇太后は竇嬰を後任にするよう願ったが、景帝は竇嬰は軽薄であると述べて用いず、衛綰を丞相とした。
景帝後3年（紀元前141年）に景帝が死亡し、武帝が即位すると、新たに田蚡が寵愛されるようになった。建元元年（紀元前140年）に丞相衛綰が辞職すると、田蚡は竇嬰を丞相、自分を太尉にするよう皇太后にほのめかしたので、竇嬰は丞相となった。
竇嬰及び太尉田蚡は儒術を好んだため、儒者の趙綰を御史大夫、王臧を郎中令に就けた。また儒者の魯の申公を招き、明堂を設け、関所を廃止し、儒学の礼に基づいて服の制度を作り、列侯を国に還すなどの策を行おうとした。しかし竇太后は黄老を好んでいた上、外戚や公主は侯国に行きたがらなかったために彼らが竇嬰らを竇太后に対し中傷した。翌年、趙綰が皇太后への上奏をやめるよう提案すると竇太后は怒り、趙綰・王臧を退け竇嬰・田蚡を罷免した。
その後は田蚡が重んじられるようになり、賓客も竇嬰の元を去り田蚡に付くようになった。竇太后が死亡すると竇嬰は更に勢力を失い、剛直の士灌夫だけが頼りとなった。一方、田蚡は建元6年（紀元前135年）に丞相となり、更に勢力を増した。
田蚡と灌夫は対立して互いに相手を弾劾するようになり、灌夫の宴席での暴言を発端に田蚡は灌夫を捕縛して死罪に当てようとした。竇嬰はそれを救おうと弁護したが、御史大夫韓安国以下の大臣の意見も割れ、竇嬰が武帝より問責されることとなった。竇嬰は景帝の遺言で政治に意見して良いと申し出たが記録が残っていなかったため、竇嬰も死罪とされた。元光4年（紀元前131年）に灌夫、次いで竇嬰が処刑された。まもなく田蚡も全身が痛むという病となり、武帝が霊媒師に見せたところ竇嬰・灌夫が笞打ちして殺そうとしているのだと言った。まもなく田蚡も死亡した。